# Маркс
Маркс (рус. Маркс) град је у Русији у Саратовској области. Према попису становништва из 2010. у граду је живело 31531 становника.

## Становништво
| 1939.  | 1959.  | 1970.  | 1979.  | 1989.  | 2002.  | 2010.  |
| ------ | ------ | ------ | ------ | ------ | ------ | ------ |
| 16.100 | 13.098 | 17.132 | 25.710 | 31.908 | 32.849 | 31.531 |